# Dønnes
Dønnes est une localité du comté de Nordland, en Norvège.

## Géographie
Administrativement, Dønnes fait partie de la kommune de Dønna.